# Nazionale femminile di pallacanestro del Brasile
La nazionale femminile di pallacanestro del Brasile, selezione delle migliori giocatrici di pallacanestro di nazionalità brasiliana, rappresenta il Brasile nelle competizioni internazionali femminili di pallacanestro organizzate dalla FIBA ed è gestita dalla Federazione cestistica del Brasile.

## Piazzamenti

### Olimpiadi
- 1992 - 7°
- 1996 -  2°
- 2000 -  3°
- 2004 - 4°

- 2008 - 11°
- 2012 - 9°
- 2016 - 11°

### Campionati mondiali
- 1953 - 4°
- 1957 - 4°
- 1964 - 5°
- 1967 - 8°
- 1971 -  3°

- 1975 - 12°
- 1979 - 9°
- 1983 - 5°
- 1986 - 11°
- 1990 - 10°

- 1994 -  1°
- 1998 - 4°
- 2002 - 7°
- 2006 - 4°
- 2010 - 9°

- 2014 - 11°

### Campionati americani
- 1989 -  2º
- 1993 -  2º
- 1997 -  1º
- 1999 -  2º
- 2001 -  1º

- 2003 -  1º
- 2005 -  2º
- 2007 -  3º
- 2009 -  1º
- 2011 -  1º

- 2013 -  3º
- 2015 - 4°
- 2017 - 4°
- 2019 -  3º
- 2021 -  3º

- 2023 -  1º
- 2025 -  2º

### Campionati sudamericani
- 1946 -  2º
- 1950 - 4º
- 1952 -  3º
- 1954 -  1º
- 1956 -  3º
- 1958 -  1º

- 1960 -  2º
- 1962 -  3º
- 1965 -  1º
- 1967 -  1º
- 1968 -  1º
- 1970 -  1º

- 1972 -  1º
- 1974 -  1º
- 1977 -  2º
- 1978 -  1º
- 1981 -  1º
- 1984 -  2º

- 1986 -  1º
- 1989 -  1º
- 1991 -  1º
- 1993 -  1º
- 1995 -  1º
- 1997 -  1º

- 1999 -  1º
- 2001 -  1º
- 2003 -  1º
- 2005 -  1º
- 2006 -  1º
- 2008 -  1º

- 2010 -  1º
- 2013 -  1º
- 2014 -  1º
- 2016 -  1º
- 2018 -  2º
- 2022 -  1º

- 2024 -  2º

### Giochi panamericani
- 1955 -  3º
- 1959 -  2º
- 1963 -  2º
- 1967 -  1º
- 1971 -  1º

- 1975 - 4º
- 1979 - 4º
- 1983 -  3º
- 1987 -  2º
- 1991 -  1º

- 1995 - Torneo annullato
- 1999 - 4º
- 2003 -  3º
- 2007 -  2º
- 2011 -  3º

- 2015 - 4º
- 2019 -  1º

## Formazioni

### Olimpiadi
Pallacanestro ai Giochi della XXV Olimpiade - Torneo femminile4 Hortência, 5 Helen, 6 Nádia, 7 Vânia Hernandes, 8 Paula, 9 Janeth, 10 Adriana, 11 Marta Sobral, 12 Ruth, 13 Zézé, 14 Joyce, 15 Simone,        All. Miguel Ângelo da Luz
Pallacanestro ai Giochi della XXVI Olimpiade - Torneo femminile4 Hortência, 5 Branca, 6 Adriana, 7 Leila Sobral, 8 Paula, 9 Janeth, 10 Roseli, 11 Marta Sobral, 12 Silvinha, 13 Alessandra, 14 Cíntia Tuiú, 15 Cláudia,        All. Miguel Ângelo da Luz
Pallacanestro ai Giochi della XXVII Olimpiade - Torneo femminile4 Claudinha, 5 Helen, 6 Adriana, 7 Adrianinha, 8 Lilian, 9 Janeth, 10 Zaine, 11 Marta Sobral, 12 Silvinha, 13 Alessandra, 14 Cíntia Tuiú, 15 Kelly,        All. Antônio Barbosa
Pallacanestro ai Giochi della XXVIII Olimpiade - Torneo femminile4 Adrianinha, 5 Helen, 6 Karla, 7 Leila Sobral, 8 Iziane, 9 Janeth, 10 Vivian, 11 Silvinha, 12 Érika, 13 Alessandra, 14 Cíntia Tuiú, 15 Kelly,        All. Antônio Barbosa
Pallacanestro ai Giochi della XXIX Olimpiade - Torneo femminile4 Adrianinha, 5 Karla, 6 Karen, 7 Micaela, 8 Fernanda, 9 Claudinha, 10 Mamá, 11 Êga, 12 Chuça, 13 Franciele, 14 Grazy, 15 Kelly,        All. Paulo Bassul
Pallacanestro ai Giochi della XXX Olimpiade - Torneo femminile4 Adrianinha, 5 Karla, 6 Chuça, 7 Joice, 9 Franciele, 10 Silvinha, 11 Clarissa, 12 Damiris, 13 Nádia, 14 Érika, 15 Tássia,        All. Luís Tarallo
Pallacanestro ai Giochi della XXXI Olimpiade - Torneo femminile4 Adrianinha, 5 Tainá, 6 Joice, 7 Palmira, 8 Iziane, 9 Ramona, 10 Tati, 11 Clarissa, 12 Damiris, 13 Nádia, 14 Érika, 15 Kelly,        All. Antônio Barbosa

### Campionati mondiali
Campionato mondiale femminile di pallacanestro 19533 Anésia, 4 Aglaé, 5 Nair, 6 Wanda, 7 Martha, 8 Marly, 9 Ivone, 10 Noêmia, 11 Cida, 12 Coca, 13 Ferrari, 14 Nívea,        All. Mário Amâncio Duarte
Campionato mondiale femminile di pallacanestro 19573 Heleninha, 4 Aglaé, 5 Nair, 6 Zilá, 7 Martha, 8 Genézia, 9 Maria Helena, 10 Noca, 11 Neuci, 12 Anésia, 13 Marlene, 14 Marly,        All. Antenor Horta
Campionato mondiale femminile di pallacanestro 19644 Nadir, 5 Heleninha, 6 Zilá, 7 Laís Elena, 8 Nilza, 9 Maria Helena, 10 Norminha, 11 Delcy, 12 Luigina, 13 Marlene, 14 Ritinha, 15 Benedita,        All. Almir Nélson de Almeida
Campionato mondiale femminile di pallacanestro 19674 Nadir, 5 Heleninha, 6 Angelina, 7 Laís Elena, 8 Nilza, 9 Maria Helena, 10 Norminha, 11 Ritinha, 12 Neusa, 13 Marlene, 14 Delcy, 15 Jacy,        All. Ary Vidal
Campionato mondiale femminile di pallacanestro 19714 Laís Elena, 5 Heleninha, 6 Odila, 7 Elzinha, 8 Nilza, 9 Maria Helena, 10 Norminha, 11 Jacy, 12 Nadir, 13 Marlene, 14 Delcy, 15 Benedita,        All. Waldir Pagan
Campionato mondiale femminile di pallacanestro 19754 Laís Elena, 5 Thelma, 6 Odila, 7 Cristina, 8 Nilza, 9 Arilza, 10 Norminha, 11 Maria Tereza, 12 Vânia, 13 Suzete, 14 Delcy, 15 Regina,        All. Waldir Pagan
Campionato mondiale femminile di pallacanestro 19794 Hortência, 5 Thelma, 6 Maria de Fátima, 7 Solange, 8 Paula, 9 Selma, 10 Simone, 11 Maria da Conceição, 12 Vânia Teixeira, 13 Suzete, 14 Tereza Boscariol, 15 Silvana,        All. Antônio Barbosa
Campionato mondiale femminile di pallacanestro 19834 Hortência, 5 Branca, 6 Ani, 7 Solange, 8 Paula, 9 Elisa, 10 Soraya, 11 Marta Sobral, 12 Vânia Teixeira, 13 Suzete, 14 Cristina, 15 Vanda,        All. Antônio Barbosa
Campionato mondiale femminile di pallacanestro 19864 Hortência, 5 Nádia, 6 Ani, 7 Vânia Hernandes, 8 Paula, 9 Neusa, 10 Mirlei, 11 Marta Sobral, 12 Vânia Teixeira, 13 Suzete, 14 Ruth, 15 Zézé,        All. Maria Helena Cardoso
Campionato mondiale femminile di pallacanestro 19904 Hortência, 5 Ana Mota, 6 Nádia, 7 Ana Paula, 8 Paula, 9 Janeth, 10 Roseli, 11 Ruth, 12 Vânia Teixeira, 13 Yngrid, 14 Joyce, 15 Simone,        All. Maria Helena Cardoso
Campionato mondiale femminile di pallacanestro 19944 Hortência, 5 Helen, 6 Adriana, 7 Leila Sobral, 8 Paula, 9 Janeth, 10 Roseli, 11 Simone, 12 Ruth, 13 Alessandra, 14 Cíntia Tuiú, 15 Dalila,        All. Miguel Ângelo da Luz
Campionato mondiale femminile di pallacanestro 19984 Helen, 5 Branca, 6 Adriana, 7 Leila Sobral, 8 Paula, 9 Janeth, 10 Roseli, 11 Kelly, 12 Silvinha, 13 Alessandra, 14 Cíntia Tuiú, 15 Claudinha,        All. Antônio Barbosa
Campionato mondiale femminile di pallacanestro 20024 Claudinha, 5 Helen, 6 Adriana, 7 Adrianinha, 8 Iziane, 9 Janeth, 10 Micaela, 11 Érika, 12 Silvinha, 13 Alessandra, 14 Cíntia Tuiú, 15 Kelly,        All. Antônio Barbosa
Campionato mondiale femminile di pallacanestro 20064 Adrianinha, 5 Helen, 6 Karen, 7 Micaela, 8 Iziane, 9 Janeth, 10 Silvinha, 11 Êga, 12 Érika, 13 Alessandra, 14 Cíntia Tuiú, 15 Kelly,        All. Antônio Barbosa
Campionato mondiale femminile di pallacanestro 20104 Adrianinha, 5 Helen, 6 Karen, 7 Franciele, 8 Iziane, 9 Damiris, 10 Silvinha, 11 Fernanda, 12 Palmira, 13 Alessandra, 14 Érika, 15 Kelly,        All. Carlos Colinas
Campionato mondiale femminile di pallacanestro 20144 Adrianinha, 5 Débora, 6 Joice Coelho, 7 Patty, 8 Tainá, 9 Jaqueline, 10 Tati, 11 Clarissa, 12 Damiris, 13 Nádia, 14 Érika, 15 Ramona,        All. Luiz Zanon

### Campionati americani
Campionato americano femminile di pallacanestro 19894 Hortência, 5 Branca, 6 Nádia, 7 Vânia Hernandes, 8 Paula, 9 Janeth, 10 Vanira, 11 Marta Sobral, 12 Vânia Teixeira, 13 Ana Mota, 14 Carmem, 15 Ruth,        All. Antônio Vendramini
Campionato americano femminile di pallacanestro 19934 Hortência, 5 Helen, 6 Silvinha, 7 Leila Sobral, 8 Paula, 9 Janeth, 10 Roseli, 11 Marta Sobral, 12 Ruth, 13 Alessandra, 14 Cíntia Tuiú, 15 Lígia,        All. Miguel Ângelo da Luz
Campionato americano femminile di pallacanestro 1997Adriana, Alessandra, Branca, Claudinha, Helen, Kelly, Leila Sobral, Marta Sobral, Patrícia Mara, Paula, Roseli, Silvinha, All. Antônio Barbosa
Campionato americano femminile di pallacanestro 1999Adriana, Adrianinha, Alessandra, Claudinha, Helen, Janeth, Kátia, Kelly, Rosângela, Roseli, Silvinha, Zaine, All. Antônio Barbosa
Campionato americano femminile di pallacanestro 20014 Claudinha, 5 Helen, 6 Adriana, 7 Vivian, 8 Iziane, 9 Geisa, 10 Micaela, 11 Mamá, 12 Silvinha, 13 Érika, 14 Cíntia Tuiú, 15 Kelly,        All. Antônio Barbosa
Campionato americano femminile di pallacanestro 20034 Adrianinha, 5 Helen, 6 Micaela, 7 Leila Sobral, 8 Iziane, 9 Janeth, 10 Vivian, 11 Jacqueline, 12 Érika, 13 Alessandra, 14 Cíntia Tuiú, 15 Kelly,        All. Antônio Barbosa
Campionato americano femminile di pallacanestro 20054 Fabí, 5 Jaqueline, 6 Lilian, 7 Silvinha, 8 Micaela, 9 Tayara, 10 Vivian, 11 Êga, 12 Zaine, 13 Isis, 14 Érika, 15 Grazy,        All. Antônio Barbosa
Campionato americano femminile di pallacanestro 20074 Tati Castro, 5 Karla, 6 Franciele, 7 Micaela, 8 Iziane, 9 Claudinha, 10 Mamá, 11 Êga, 12 Chuça, 13 Karen, 14 Grazy, 15 Isis,        All. Paulo Bassul
Campionato americano femminile di pallacanestro 20094 Adrianinha, 5 Helen, 6 Karen, 7 Micaela, 8 Natália, 9 Kelly, 10 Mamá, 11 Fernanda, 12 Palmira, 13 Alessandra, 14 Franciele, 15 Silvinha,        All. Paulo Bassul
Campionato americano femminile di pallacanestro 20114 Adrianinha, 5 Palmira, 6 Chuça, 7 Micaela, 8 Babi Honório, 9 Franciele, 10 Silvinha, 11 Clarissa, 12 Damiris, 13 Nádia, 14 Érika, 15 Gil,        All. Ênio Vecchi
Campionato americano femminile di pallacanestro 20134 Adrianinha, 5 Karla, 6 Chuça, 7 Patty, 8 Tainá, 9 Joice Coelho, 10 Tati, 11 Clarissa, 12 Damiris, 13 Nádia, 14 Fabi, 15 Débora,        All. Luiz Zanon
Campionato americano femminile di pallacanestro 20154 Iza Sangalli, 5 Débora, 6 Tainá, 7 Patty, 8 Iziane, 9 Jaqueline, 10 Gil, 11 Izabela Leite, 12 Karina, 13 Nádia, 14 Ramona, 15 Kelly,        All. Luiz Zanon
Campionato americano femminile di pallacanestro 20173 Ramona, 5 Babi Honório, 6 Joice, 7 Patty, 9 Jaqueline, 10 Tati, 13 Êga, 15 Kelly, 23 Leticia, 33 Izabela Leite, 34 Gil, 55 Rapha Monteiro,        All. Carlos Lima
Campionato americano femminile di pallacanestro 20193 Ramona, 5 Rapha Monteiro, 7 Patty, 8 Tainá, 10 Tati, 11 Clarissa, 12 Damiris, 14 Érika, 18 Débora, 23 Alana, 31 Nádia, 97 Mari Dias,        All. José Neto
Campionato americano femminile di pallacanestro 20210 Kamilla, 4 Nany, 5 Rapha Monteiro, 6 Tássia, 7 Patty, 8 Tainá, 11 Clarissa, 14 Érika, 18 Débora, 23 Alana, 26 Thayná, 97 Mari Dias,        All. José Neto
Campionato americano femminile di pallacanestro 20233 Ramona, 4 Sossô, 5 Rapha Monteiro, 6 Sassá, 8 Tainá, 10 Kamilla, 12 Damiris, 14 Érika, 15 Aline, 18 Débora, 23 de Oliveira, 24 Alana,        All. José Neto
Campionato americano femminile di pallacanestro 20255 McDowell, 8 Bella, 10 Kamilla, 11 Emanuely, 12 Damiris, 17 Cacá, 18 Aline, 21 Manu, 22 Vitória, 24 Alana, 26 Thayná, 30 Ferreira,        All. Pokey Chatman

### Campionati sudamericani
Campionato sudamericano femminile di pallacanestro 1946Coca, Elisa, Elvira, Estela, Júlia, Laís, Lourecilda, Maria Augusta, Ruth, Sofia, Yvete, All. Felício Fernandes Leonetti
Campionato sudamericano femminile di pallacanestro 1950Benedita, Cinira, Coca, Elvira, Estela, Iracema, Lourecilda, Ferrari, Maria Augusta, Sofia Robotton, Wanda, Yolanda, All. Felício Fernandes Leonetti
Campionato sudamericano femminile di pallacanestro 195243 Ruth, 44 Aglaé, 45 Nair, 46 Ferrari, 47 Nívea, 48 Anésia, 49 Marina, 50 Jurema, 51 Cida, 52 Coca, 53 Wanda, 54 Martha,        All. Mário Amâncio Duarte
Campionato sudamericano femminile di pallacanestro 1954Aglaé, Anésia, Cida, Coca, Elizabeth, Laura, Marly, Martha, Nair, Neyde, Nívea, Noêmia, Ruth, Wanda, All. Mário Amâncio Duarte
Campionato sudamericano femminile di pallacanestro 1956Aglaé, Anésia, Atila, Cida, Genézia, Heleninha, Maria Helena, Marlene, Martha, Nair, Ritinha, Zilá, All. Antenor Horta
Campionato sudamericano femminile di pallacanestro 1958Aglaé, Coca, Delcy, Heleninha, Maria Helena, Marlene, Marly, Martha, Neuci, Noca, Valda, Zilá, All. Antenor Horta
Campionato sudamericano femminile di pallacanestro 19603 Heleninha, 4 Nadir, 5 Benedita, 6 Zilá, 7 Martha, 8 Didi, 9 Maria Helena, 10 Norminha, 11 Neuci, 12 Marly, 13 Marlene, 14 Delcy, 15 Angelina,        All. Antenor Horta
Campionato sudamericano femminile di pallacanestro 1962Angelina, Delcy, Diva, Heleninha, Maria Helena, Marly, Martha, Nadir, Neuci, Nilza, Norminha, Ritinha, All. Moacyr Brondi Daiuto
Campionato sudamericano femminile di pallacanestro 19654 Nadir, 5 Heleninha, 6 Angelina, 7 Laís Elena, 8 Nilza, 9 Maria Helena, 10 Norminha, 11 Neuci, 12 Marly, 13 Marlene, 14 Delcy, 15 Luigina,        All. Ary Vidal
Campionato sudamericano femminile di pallacanestro 1967Angelina, Carmem, Delcy, Elzinha, Jacy, Laís Elena, Maria Amélia, Maria José, Marlene, Neusa, Norminha, Rosália, All. Renato Brito Cunha
Campionato sudamericano femminile di pallacanestro 1968Cirlene, Delcy, Elzinha, Laís Elena, Maria Amélia, Maria de Lourdes, Marlene, Nadir, Nilza, Norminha, Odila, Ritinha, All. Paulo Albano dos Santos
Campionato sudamericano femminile di pallacanestro 1970Elzinha, Heleninha, Jacy, Laís Elena, Maria Amélia, Maria Helena, Marlene, Nilza, Norminha, Odete, Odila, Rosália, All. Waldir Pagan
Campionato sudamericano femminile di pallacanestro 1972Cleonice, Delcy, Elzinha, Jacy, Maria Tereza, Narciza, Norminha, Odila, Simone, Thelma, Valquíria, Vera, All. Waldir Pagan
Campionato sudamericano femminile di pallacanestro 1974Arilza, Delcy, Elzinha, Laís Elena, Maria de Fátima, Maria Tereza, Marina, Nilza, Norminha, Odila, Suzete, Tereza Boscariol, All. Waldir Pagan
Campionato sudamericano femminile di pallacanestro 1977Cristina, Giselda, Hortência, Márcia, Marina, Paula, Sandra, Suzete, Tereza Boscariol, Tereza Camilo, Thelma, Vânia Teixeira, All. Antônio Barbosa
Campionato sudamericano femminile di pallacanestro 1978Evanilda, Hortência, Maria Cristina, Paula, Regina, Simone, Solange, Suzete, Tereza Boscariol, Thelma, Vânia Teixeira, All. Antônio Barbosa
Campionato sudamericano femminile di pallacanestro 1981Ani, Eranides, Helena, Hortência, Marta Sobral, Paula, Selma, Solange, Soraya, Suzete, Tereza Boscariol, Vânia Teixeira, All. Antônio Barbosa
Campionato sudamericano femminile di pallacanestro 1984Daisy, Edna, Elisa, Ilza, Magali, Márcia, Mirlei, Tânia, Vanda, Zézé, All. Edson Ferreto
Campionato sudamericano femminile di pallacanestro 1986Ani, Hortência, Marta Sobral, Mirlei, Nádia, Neusa, Paula, Ruth, Suzete, Vânia Hernandes, Vânia Teixeira, Vanda, All. Maria Helena Cardoso
Campionato sudamericano femminile di pallacanestro 1989Ana Regina, Branca, Hortência, Janeth, Marta Sobral, Nádia, Paula, Ruth, Selma, Vânia Hernandes, Vânia Teixeira, Zézé, All. Antônio Vendramini
Campionato sudamericano femminile di pallacanestro 1991Adriana, Ana Mota, Helen, Janeth, Joyce, Márcia, Marta Sobral, Nádia, Paula, Ruth, Simone, Yngrid, All. Maria Helena Cardoso
Campionato sudamericano femminile di pallacanestro 1993Alessandra, Cíntia Tuiú, Claudinha, Helen, Janeth, Leila, Lígia, Marta Sobral, Roseli, Ruth, Silvinha, Yngrid, All. Miguel Ângelo da Luz
Campionato sudamericano femminile di pallacanestro 1995Adriana, Ana Lúcia, Cíntia Tuiú, Cláudia, Érika, Janeth, Leila, Marta Sobral, Nádia, Patrícia Mara, Roseli, Silvinha, All. Miguel Ângelo da Luz
Campionato sudamericano femminile di pallacanestro 1997Adriana, Alessandra, Branca, Casé, Cíntia Luz, Claudinha, Helen, Leila, Patrícia Mara, Rosângela, Roseli, Silvinha, All. Antônio Barbosa
Campionato sudamericano femminile di pallacanestro 1999Adriana, Adrianinha, Alessandra, Claudinha, Helen, Janeth, Kátia, Kelly, Rosângela, Roseli, Silvinha, Zaine, All. Antônio Barbosa
Campionato sudamericano femminile di pallacanestro 2001Adriana, Adrianinha, Êga, Geisa, Lilian, Mamá, Micaela, Patrícia Silva, Paty, Silvinha, Vivian, Zaine, All. Antônio Barbosa
Campionato sudamericano femminile di pallacanestro 20034 Adrianinha, 5 Jacqueline, 6 Lilian, 7 Cris, 8 Micaela, 9 Chuca, 10 Vivian, 11 Mamá, 12 Geisa, 13 Êga, 14 Cíntia Tuiú, 15 Kelly,        All. Antônio Barbosa
Campionato sudamericano femminile di pallacanestro 2005Chuca, Êga, Érika, Fabí, Flávia Luiza, Grazy, Helen, Jaqueline, Lilian, Micaela, Vivian, Zaine, All. Antônio Barbosa
Campionato sudamericano femminile di pallacanestro 20064 Marçal, 5 Helen, 6 Lilian, 7 Micaela, 8 Karen, 9 Tayara, 10 Vivian, 11 Êga, 12 Érika, 13 Silvinha, 14 Cíntia Tuiú, 15 Kelly,        All. Antônio Barbosa
Campionato sudamericano femminile di pallacanestro 20084 Natália, 5 Karla, 6 Karen, 7 Micaela, 8 Jaqueline, 9 Claudinha, 10 Mamá, 11 Êga, 12 Chuça, 13 Karina, 14 Franciele, 15 Tati Castro,        All. Paulo Bassul
Campionato sudamericano femminile di pallacanestro 20104 Adrianinha, 5 Helen, 6 Karen, 7 Micaela, 8 Natália, 9 Silvinha, 10 Damiris, 11 Fernanda, 12 Palmira, 13 Alessandra, 14 Nádia, 15 Kelly,        All. Carlos Colinas
Campionato sudamericano femminile di pallacanestro 20134 Joice Coelho, 5 Débora, 6 Cacá, 7 Patty, 8 Tainá, 9 Jaqueline, 10 Tati, 11 Clarissa, 12 Damiris, 13 Fabi, 14 Franciele, 15 Bibiano,        All. Luiz Zanon
Campionato sudamericano femminile di pallacanestro 20144 Cacá, 5 Débora, 6 Joice Coelho, 7 Patty, 8 Tainá, 9 Jaqueline, 10 Tati, 11 Clarissa, 12 Ramona, 13 Fabi, 14 Karina, 15 Izabela,        All. Luiz Zanon
Campionato sudamericano femminile di pallacanestro 20164 Patty, 5 Tainá, 6 Joice, 7 Palmira, 8 Iziane, 9 Jaqueline, 10 Tati, 11 Êga, 12 Karina, 13 Nádia, 14 Gil, 15 Kelly,        All. Antônio Barbosa
Campionato sudamericano femminile di pallacanestro 20185 Babi Honório, 7 Iza Sangalli, 8 Tainá, 9 Jaqueline, 10 Tati, 11 Clarissa, 14 Érika, 24 Stephanie, 31 Nádia, 34 Gil, 55 Rapha Monteiro, 77 Lays,        All. Carlos Lima
Campionato sudamericano femminile di pallacanestro 20223 Ramona, 4 Sossô, 6 Sassá, 7 Patty, 8 Tainá, 10 Kamilla, 11 Aline, 14 Érika, 16 Leila, 18 Débora, 23 Alana, 24 Stephanie,        All. José Neto
Campionato sudamericano femminile di pallacanestro 20244 Sossô, 5 Maria, 6 Sassá, 10 Izabela Leite, 11 Emanuely, 12 Aline, 13 Gabriela, 14 Licinara, 15 Letícia, 16 Leila, 17 Cacá, 26 Thayná,        All. Bruna Rodrigues

### Giochi panamericani
Pallacanestro femminile ai II Giochi panamericani3 Neuci, 4 Aglaé, 5 Nair, 6 Wanda, 7 Eugênia, 8 Isaura, 9 Marlene, 10 Zilá, 11 Cida, 12 Coca, 13 Laura, 14 Nívea,        All. Mário Amâncio Duarte
Pallacanestro femminile ai III Giochi panamericaniAngelina, Coca, Delcy, Genézia, Heleninha, Maria Helena, Marlene, Marly, Martha, Nadir, Nair, Neuci, Zilá, All. Antenor Horta
Pallacanestro femminile ai IV Giochi panamericaniAngelina, Delcy, Diva, Marly, Amelinha, Heleninha, Maria Helena, Marlene, Nadir, Neuci, Nilza, Norminha, All. Mário Amâncio Duarte
Pallacanestro femminile ai V Giochi panamericaniAngelina, Delcy, Elzinha, Jacy, Laís Elena, Lúcia, Marlene, Nadir, Neusa, Nilza, Norminha, Rosália, All. Renato Brito Cunha
Pallacanestro femminile ai VI Giochi panamericaniBenedita, Delcy, Elzinha, Jacy, Laís Elena, Heleninha, Maria Helena, Marlene, Nadir, Nilza, Norminha, Odila, All. Waldir Pagan
Pallacanestro femminile ai VII Giochi panamericani4 Laís Elena, 5 Thelma, 6 Odila, 7 Cristina, 8 Nilza, 9 Arilza, 10 Norminha, 11 Maria Tereza, 12 Vânia, 13 Suzete, 14 Delcy, 15 Regina,        All. Waldir Pagan
Pallacanestro femminile agli VIII Giochi panamericaniCristina, Hortência, Ione, Márcia, Tereza Boscariol, Maria Zavaris, Marina, Paula, Solange, Suzete, Thelma, Vânia Teixeira, All. Antônio Barbosa
Pallacanestro femminile ai IX Giochi panamericani4 Hortência, 5 Branca, 6 Ani, 7 Solange, 8 Paula, 9 Elisa, 10 Soraya, 11 Marta Sobral, 12 Vânia Teixeira, 13 Suzete, 14 Daisy, 15 Vanda,        All. Antônio Barbosa
Pallacanestro femminile ai X Giochi panamericani4 Hortência, 5 Branca, 6 Nádia, 7 Vânia Hernandes, 8 Paula, 9 Janeth, 10 Vanira, 11 Marta Sobral, 12 Vânia Teixeira, 13 Neusa, 14 Zézé, 15 Ruth,        All. Maria Helena Cardoso
Pallacanestro femminile agli XI Giochi panamericani4 Hortência, 5 Ana Mota, 6 Nádia, 7 Vânia Hernandes, 8 Paula, 9 Janeth, 10 Adriana, 11 Marta Sobral, 12 Ruth, 13 Roseli, 14 Joyce, 15 Simone,        All. Maria Helena Cardoso
Pallacanestro femminile ai XIII Giochi panamericani4 Leila Sobral, 5 Helen, 6 Adriana, 7 Adrianinha, 8 Rosângela, 9 Lilian, 10 Roseli, 11 Patrícia Mara, 13 Cíntia Luz, 14 Zaine, 15 Kelly,        All. Antônio Barbosa
Pallacanestro femminile ai XIV Giochi panamericani4 Adrianinha, 5 Jacqueline, 6 Lilian, 7 Silvinha, 8 Micaela, 9 Êga, 10 Vivian, 11 Mamá, 12 Renata, 13 Alessandra, 14 Cíntia Tuiú, 15 Kelly,        All. Antônio Barbosa
Pallacanestro femminile ai XV Giochi panamericani4 Adrianinha, 5 Karen, 6 Palmira, 7 Micaela, 8 Tati Castro, 9 Janeth, 10 Chuça, 11 Êga, 12 Mamá, 13 Isis, 14 Grazy, 15 Kelly,        All. Antônio Barbosa
Pallacanestro femminile ai XVI Giochi panamericani4 Babi Honório, 5 Palmira, 6 Tássia, 7 Izabela, 8 Iziane, 9 Jaqueline, 10 Silvinha, 11 Gil, 12 Damiris, 13 Carina, 14 Érika, 15 Clarissa,        All. Ênio Vecchi
Pallacanestro femminile ai XVII Giochi panamericani4 Iza Sangalli, 5 Débora, 6 Tássia, 7 Patty, 8 Tainá, 9 Jaqueline, 10 Gil, 11 Cacá, 12 Karina, 13 Fabi, 14 Ramona, 15 Kelly,        All. Luiz Zanon
Pallacanestro femminile ai XVIII Giochi panamericani3 Ramona, 5 Rapha Monteiro, 7 Patty, 8 Tainá, 9 Lays, 10 Tati, 11 Clarissa, 12 Aline, 14 Érika, 18 Débora, 24 Stephanie, 77 Iza Sangalli,        All. José Neto